# Stadtkreis Baltijsk
Der Stadtkreis Baltijsk (2008–2018 Rajon Baltijsk), administrativ-territorial: russisch Город областного значения Балтийск (Stadt von Oblastbedeutung Baltijsk), „munizipal“: russisch Балтийский городской округ (Stadtkreis Baltijsk), ist eine Verwaltungseinheit in der russischen Oblast Kaliningrad. Sein Verwaltungssitz ist die Stadt Baltijsk.

## Geographie
Der Stadtkreis Baltijsk grenzt im Westen an die Danziger Bucht und im Osten an das Frische Haff. Im Norden gibt es eine Grenze zum Rajon Selenogradsk. Der russische Teil der Frischen Nehrung gehört mit dazu.

## Orte
| Ortsname                           | deutscher Name |
| ---------------------------------- | -------------- |
| Städte:                            |                |
| Baltijsk (Балтийск)                | Pillau         |
| Primorsk (Приморск)                | Fischhausen    |
| Siedlungen:                        |                |
| Beregowoje (Береговое)             | Tenkitten      |
| Diwnoje (Дивное)                   | Neuendorf      |
| Krylowka (Крыловка)                | Wischrodt      |
| Lunino (Лунино)                    | Dargen         |
| Niwy (Нивы)                        | Kompehnen      |
| Parusnoje (Парусное)               | Gaffken        |
| Prosorowo (Прозорово)              | Geidau         |
| Tichoretschenskoje (Тихореченское) | Linkau         |
| Tscherjomuchino (Черёмухино)       | Karlshof       |
| Zwetnoje (Цветное)                 | Kallen         |

## Geschichte
Die Stadt Baltijsk lag von 1947 bis 1994 verwaltungsrechtlich in einem Territorium, welches der Stadt bis 1992 mittels eines Stadtsowjets und von 1992 bis 1994 der städtischen Baltijsker Administration unterstellt war. Dieses Territorium umfasste die Landzunge zwischen der Primorsker Bucht (Fischhausener Wiek) und der Ostsee sowie den russischen Teil der Frischen Nehrung. Von 1949 bis 1952 wurde auch die Arbeitersiedlung Swetly von Baltijsk aus verwaltet. 
Im Jahr 1994 wurde der Stadtkreis Baltijsk gegründet, in den auch die Stadt Primorsk und weitere Siedlungen eingegliedert wurden. Im Jahr 1999 wurde der Stadtkreis im Hinblick auf die kommunale Selbstverwaltung als "munizipale Bildung" charakterisiert.
Nachdem in den Jahren 2004 bis 2007 einige Versuche zur Neuordnung der kommunalen Selbstverwaltung gescheitert waren, wurde im Jahr 2008 der Stadtkreis (als kommunale Selbstverwaltungseinheit) mit dem Status eines "munizipalen" Rajon versehen und mit Munizipaler Rajon Baltijsk (ru. Балтийский муниципальный район, Baltijski munizipalny rajon) bezeichnet; darin wurden als weitere kommunale Selbstverwaltungseinheiten zwei städtische Gemeinden und eine Landgemeinde eingerichtet. Im Jahr 2010 wurde der Rajon auch administrativ-territorial etabliert. Seit Anfang 2019 wird die kommunale Selbstverwaltung wieder als Stadtkreis organisiert. Ende 2019 wurde der Stadtkreis auch administrativ-territorial etabliert.

### Gemeinden 2008–2018

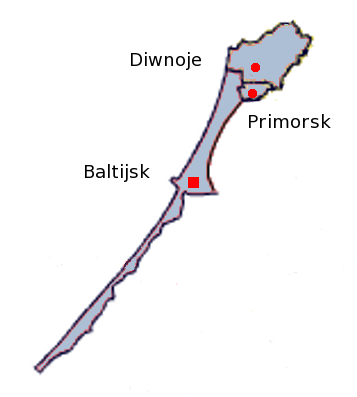
Verwaltungseinteilung des Rajons Baltijsk von 2008 bis 2018

| Name                  | Verwaltungssitz | deutscher Name | Anzahl der Orte |
| --------------------- | --------------- | -------------- | --------------- |
| Städtische Gemeinden: |                 |                |                 |
| Baltijskoje           | Baltijsk        | Pillau         | 3               |
| Primorskoje           | Primorsk        | Fischhausen    | 1               |
| Landgemeinde:         |                 |                |                 |
| Diwnoje               | Diwnoje         | Neuendorf      | 8               |

### Einwohnerentwicklung
| Jahr | Einwohner |
| ---- | --------- |
| 2010 | 36.047    |
| 2021 | 28.856    |

### Funktionsträger
seit Einführung des Stadtkreises im Jahr 1994

#### Vorsitzende
- 1994–2005: Alexandr Nikolajewitsch Kusnezow (Александр Николаевич Кузнецов)
- 2005–2009: Fjodor Grigorjewitsch Jaroschewitsch (Фёдор Григорьевич Ярошевич)
- 2009–2013: Marat Hajilewitsch Nassyrow (Марат Наилевич Насыров)
- 2013–2014: Oleg Grigorjewitsch Sywuk (Олег Григорьевич Сывук)
- seit 2014: Nikolai Wiktorowitsch Pljugin (Николай Викторович Плюгин)

#### Verwaltungschefs
sofern nicht identisch mit den Vorsitzenden
- 2010–2011: Tatjana Witaljewna Bondartschuk (Татьяна Витальевна Бондарчук)
- 2012–2014: Nikolai Fjodorowitsch Daschkin (Николай Фёдорович Дашкин)
- 2014–2017: Ljudmila Sergejewna Kototschigowa (Людмила Сергеевна Коточигова)
- seit 2017: Sergei Wiktorowitsch Melnikow (Сергей Викторович Мельников)